# Mumia Abu-Jamal

Streetart-Motiv zur Freilassung von Mumia Abu-Jamal in Wellington, Neuseeland, 2007

Mumia Abu-Jamal (* als Wesley Cook am 24. April 1954 in Philadelphia, Pennsylvania) ist ein US-amerikanischer Journalist, Autor und Bürgerrechtler. Er wurde 1982 der Ermordung des Polizisten Daniel Faulkner schuldig gesprochen und zum Tode verurteilt. Nachdem ein Bundesgericht das Todesurteil aufgehoben hatte, wurde die Strafe mit Zustimmung der Staatsanwaltschaft 2011 in lebenslange Haft ohne Revisionsmöglichkeit umgewandelt. Abu-Jamal war zuvor gelegentlich als Taxifahrer und als Sprecher beim Radiosender WHYY-FM in Philadelphia beschäftigt gewesen und unter anderem als Aktivist der Black-Panther-Party-Bewegung aufgetreten.
Die Tat- und Prozessumstände, in der Haft verfasste Artikel, Redebeiträge und Buchveröffentlichungen und ein weltweites Netzwerk von Unterstützern haben international Aufsehen erregt. Der Fall wurde zu einer Cause célèbre, Abu-Jamal beziehungsweise Mumia eine kontrovers betrachtete Figur. Er befindet sich seit 1982 in Haft. Von 1995 bis Dezember 2011 war er im Hochsicherheitsgefängnis SCI-Greene bei Waynesburg (Pennsylvania), seitdem im regulären Strafvollzug im Gefängnis von Frackville.

## Leben vor der Inhaftierung
Abu-Jamal wuchs mit einem Zwillingsbruder und einem jüngeren Bruder auf. Sein Vater starb, als er neun Jahre alt war. Der Name Mumia stammt von einem Swahili-Kurs, den er 1968 an der Schule belegte, der Lehrer hatte den Schülern afrikanische Namen aus dem Umfeld des kenianischen Mau-Mau-Aufstandes gegeben.
In Abu-Jamals Heimatstadt Philadelphia war es bereits 1964 zu gravierenden Rassenunruhen gekommen. Dies gab mit den Anstoß zur Bürgerrechtsbewegung und führte zu einer erheblichen Politisierung der schwarzen Gemeinde Philadelphias. Abu-Jamal wurde durch seine Teilnahme an einer Gegendemonstration zur Präsidentschaftskandidatur George Wallace’ 1968 und das dabei erlebte rassistische Verhalten der Polizei politisch aktiv. Er begann 1968, im Alter von 14 Jahren, als Hilfspressesprecher in der Black Panther Party von Philadelphia zu arbeiten. Im Zusammenhang mit der Überwachung der BPP im Rahmen des (damals geheimen) COINTELPRO-Programms der US-Bundespolizei wurde Abu-Jamal bereits 1969 miteinbezogen. Später wurden unter anderem von der Menschenrechtsorganisation Amnesty International Vermutungen geäußert, dass Jamals politisches Engagement sowie rassistische Vorbehalte offizieller Stellen Einfluss auf das spätere Mordverfahren hatten. Ein Zitat Mao Zedongs („Macht erwächst aus dem Lauf eines Gewehrs“) in einem Interview Abu-Jamals aus der Zeit wurde später vor Gericht als Beleg einer militanten Gesinnung gegen ihn verwendet.  Wegen der Verbreitung militanter Flugblätter der „Panther“ handelte er sich einen Schulverweis ein. Den Nachnamen „Abu-Jamal“ („Vater des Jamal“) nahm er nach der Geburt seines ersten Sohnes 1971 an. 1971/72 trat er im Streit bei den Black Panthers aus.
1974, im Alter von 19 Jahren, heiratete er Biba, die Mutter seines Sohnes, kurz vor der Geburt ihrer gemeinsamen Tochter. Die Ehe hielt nicht lange. Mit seiner zweiten Frau Marilyn hatte er 1978 einen weiteren Sohn. Nach seiner zweiten Scheidung begann er mit seiner dritten Ehefrau Wadiya (1953–2022) zusammenzuleben, die bis zu ihrem Tod zu seinen Unterstützern zählte.
Abu-Jamal begann nach seinem Austritt bei den „Panthern“ die militante anarcho-primitivistische, anti-speziesistische Gruppierung MOVE und deren Anführer John Africa zu unterstützen.
Abu-Jamal leitete zeitweise das lokale Chapter der Association of Black Journalists in Philadelphia und war beim lokalen Chapter der Marijuana Users Association of America tätig. Abu-Jamals Auftreten mit Dreadlocks erregte damals noch Aufsehen. Aufgrund seiner Radiostimme, eines sonoren Baritons, seiner Eloquenz und Leidenschaft und gut vorbereiteter Radiointerviews (u. a. mit Bob Marley) wurde er in Philadelphia bekannt. Auch wenn er eng mit militanten Gruppen zusammenarbeitete, galt er persönlich als friedlicher und zuvorkommender Mensch. Er verlor jedoch seinen Job bei dem Radiosender WHYY in Philadelphia wegen „mangelnder Objektivität“ und arbeitete vor allem als Taxifahrer.

## Ereignisse von 1981 und erster Gerichtsprozess
Am 9. Dezember 1981 hielt der irischstämmige Polizist Daniel Faulkner Abu-Jamals Bruder William Cook an, nachdem dieser ohne Licht falsch durch eine Einbahnstraße gefahren war. Faulkner hatte per Funk bereits Verstärkung angefordert und versuchte, dem Widerstand leistenden Fahrer Handschellen anzulegen. Der Anklage zufolge tauchte Abu-Jamal in dem Augenblick, als Faulkner mit dessen Bruder rangelte, an der Straßenkreuzung auf und schoss dem Polizisten in den Rücken. Dieser drehte sich um und feuerte einmal zurück, bevor er hinfiel. Obwohl getroffen, sei Abu-Jamal auf den inzwischen am Boden liegenden Faulkner zugegangen, über ihn getreten und habe seine Waffe leergeschossen, wobei ein Schuss Faulkner aus nächster Nähe in dessen Kopf traf und tötete. Drei von der Anklage genannte Augenzeugen bestätigten Abu-Jamals Tatbeteiligung und seine unmittelbare Anwesenheit während der Tat.
Abu-Jamal wurde Sekunden später in unmittelbarer Nähe des Tatortes durch die von Faulkner zuvor herbeigerufenen Polizisten verhaftet. Bei Abu-Jamal wurde ein auf ihn zugelassener Revolver der Marke Charter Arms mit kurzem Lauf und fünf Patronenkammern sichergestellt. Die am Tatort gefundenen Kugeln stimmten in Bezug auf Hersteller, Typ und Kaliber mit den recht seltenen Patronenhülsen in Abu-Jamals leergeschossener Waffe sowie mit den Charakteristiken des Laufs seiner Waffe überein. Durch die Weltpresse ging das Gerücht, die Kugeln seien nicht von demselben Kaliber gewesen wie Abu-Jamals Munition. Diese Theorie geht auf eine unverbindliche Notiz des gerichtsmedizinischen Assistenten zurück, der Faulkner obduzierte und nicht gewusst habe, dass ‚+P‘-Geschosse sich beim Aufprall ausdehnten und dadurch größer wirkten. Die Verteidigung ließ ein eigenes Gutachten anfertigen, welches zu dem Ergebnis kam, dass das Kaliber der Geschosse, die Faulkner töteten, zu Abu-Jamals Waffe passte. Die Kugel in Abu-Jamals Körper stammte aus der Waffe des Polizisten. Zwei Zeugen identifizierten Abu-Jamal unabhängig voneinander als den Mann, der auf Daniel Faulkner geschossen habe, die Prostituierte Cynthia White und der Taxifahrer Robert Chobert.
Nach einem von Tumulten geprägten Prozess, bei dem Abu-Jamal wegen Beleidigungen und Drohungen mehrmals des Gerichtssaales verwiesen wurde und bei dem sein Bruder die Aussage verweigerte, obwohl er das Tatgeschehen aus nächster Nähe beobachtet hatte, wurde Abu-Jamal am 3. Juli 1982 des Mordes an Daniel Faulkner einstimmig für schuldig befunden und zum Tode verurteilt. Während des Prozesses bestand Abu-Jamal zunächst darauf, sich selbst zu verteidigen, und verlangte später, den MOVE-Anführer und juristischen Laien John Africa als Verteidiger zuzulassen, was rechtlich ausgeschlossen war. Kritiker halten dies für einen zentralen Fehler Abu-Jamals. Aufgrund seines Verhaltens im Gerichtssaal wurde ihm Anthony Jackson, ein erfahrener Anwalt, der von der Black Journalists Association empfohlen worden war, als Pflichtverteidiger beigestellt.
Die Unparteilichkeit des Richters Sabo ist im Nachhinein von den Verteidigern Mumia Abu-Jamals in Frage gestellt worden. Sie begründeten dies mit dem Prozessverlauf, der ihrer Meinung nach zu Lasten des Angeklagten verlief. 20 Jahre nach dem ersten Prozess gab zudem Terri Maurer-Carters, eine frühere Gerichtsschreiberin und zwischenzeitliche Free-Mumia-Aktivistin, eine Erklärung ab. Sie behauptete 2001, damals von Sabo in einer Unterredung mit drei Personen die Aussage „Ich werde ihnen dabei helfen, diesen Nigger zu grillen“ (wörtlich “Yeah, and I’m going to help them fry the nigger.”) vernommen zu haben. Der damals bereits pensionierte Sabo wies dies in aller Schärfe zurück. Die zuständige leitende Staatsanwältin Philadelphias, Lynne Abraham, kritisiert Abu-Jamals Rolle als Volksheld. Abraham verteidigte den Prozess auch im Umfeld ihrer späteren Wiederwahlbemühungen wie bei ihrem Ausscheiden aus dem Amt 2010. Jamal sei nichts weiter als ein Mörder. Er habe niemals seinen Bruder vorgeladen, obwohl der direkt am Tatort anwesend war, aber in den verschiedenen Revisionsversuchen versucht, diverse andere, plötzlich entdeckte (wörtlich vom Himmel gefallene) Personen heranzuziehen oder zu beschuldigen. Der republikanische Abgeordnete Charlie Dent zitierte in einer Debatte des US-Repräsentantenhauses eine Aussage Abrahams, der Fall sei der eindeutigste Mordfall ihrer Karriere gewesen.

## Spätere Aussagen zum Tathergang
Später wurden die Aussagen der Hauptbelastungszeugen in Zweifel gezogen. Eine spätere Zellengenossin von Cynthia White berichtete, diese habe erzählt, sie habe ihre Aussage aus Angst vor der Polizei erfunden. Auch der Zeuge Robert Chobert relativierte seine Aussage später gegenüber dem Privatdetektiv George Newman.
Im Jahr 1999 behauptete der Auftragsmörder Arnold Beverly, das Verbrechen als Fahrgast von Jamals Bruder im Auftrage der Mafia begangen zu haben. Abu-Jamal hatte mittlerweile ein Team von Anwälten zur Unterstützung. Sie nahmen aber Abstand davon, das Geständnis Beverlys in ihren Eingaben zu verwenden. Zum selben Zeitpunkt brach auch Abu-Jamals Bruder William Cook sein Schweigen. Er behauptete, Kenneth Freeman, ein später in Zusammenhang mit der gewaltsamen Räumung eines MOVE-Gebäudes tot aufgefundener Mann, sei zum Tatzeitpunkt sein Fahrgast und während des Mordes anwesend gewesen. Diese Aussagen gingen ebenfalls durch die Weltpresse, gelten jedoch auch unter einigen von Abu-Jamals Unterstützern mittlerweile als widersprüchlich und wurden im weiteren Verfahren nicht verwendet.
Mumia Abu-Jamal hat sich erst nach fast 20 Jahren (am 3. Mai 2001) in Form einer eidesstattlichen Erklärung zu den Geschehnissen geäußert. Er behauptet, er sei nach dem Beginn der Schießerei – an der er nicht beteiligt gewesen sei – über die Straße gelaufen, sei von einem Polizisten angeschossen worden und könne sich ab diesem Zeitpunkt an nichts mehr erinnern. Journalisten, die mit Abu-Jamal sprechen wollen, müssen vorher versichern, ihn nicht zu dem Vorfall zu befragen.
Zahlreiche Autoren widersprechen dieser Darstellung in der einen oder anderen Weise, da sie im Detail mit keiner der Zeugenaussagen übereinstimmen könne. So behauptete Abu-Jamal, die Waffe gekauft zu haben, nachdem er als Taxifahrer überfallen worden war, während ein Waffenhändler aussagte, dass Abu-Jamal die Waffe bereits lange zuvor im Jahr 1979 von ihm erworben habe. Einigen Juristen zufolge hätte er mit einer entsprechenden Klärung des Tathergangs eine Anklage wegen Mordes in besonders schwerem Fall (first degree murder) zugunsten von Totschlag (voluntary manslaughter) vermeiden können.

## Juristischer Fortgang
Abu-Jamals Berufung gegen das Urteil wurde am 6. März 1989 vom Supreme Court of Pennsylvania abgewiesen. Der Oberste Gerichtshof der Vereinigten Staaten wies den Antrag auf Certiorari am 1. Oktober 1990 ebenfalls zurück. Anträge auf erneute Anhörungen wiesen beide Gerichte in der Folge ab. Am 1. Juni 1995 unterzeichnete Gouverneur Tom Ridge den Vollstreckungsbefehl und ordnete die Hinrichtung für den 17. August 1995 an. Am 5. Juni 1995 stellte Abu-Jamal über seinen neuen Anwalt eine Reihe von Anträgen unter anderem wegen Befangenheit des Gerichts. Abu-Jamal erhielt das Recht auf eine Anhörung vom 26. Juli bis 15. August 1995, im Zuge derer die Hinrichtung am 17. August ausgesetzt wurde. Die Verteidigung rief erneut den Supreme Court of Pennsylvania an und machte geltend, dass die Aussage einer neuen Zeugin vorläge, die berücksichtigt werden solle. Der Supreme Court verwies den Fall an das Gericht zurück, das den Antrag auf eine Anhörung vom 1. bis zum 3. Oktober am 1. November 1995 ablehnte, da die Zeugin weder neu noch glaubwürdig sei.
Die Verteidigung beantragte daraufhin beim Supreme Court, eine weitere Zeugin zu befragen, weiteres Beweismaterial, darunter auch Polizeiakten, zu untersuchen und den Fall einem anderen Richter zuzuweisen sowie die rechtmäßige Zusammensetzung der Jury zu überprüfen. Die Zeugin wurde vom 26. Juni bis 1. Juli 1997 befragt, die anderen Anträge wurden zurückgewiesen. Am 24. Juli 1997 entschied das Gericht, dass die Aussage der Zeugin nicht glaubhaft sei.
Am 29. Oktober 1998 bestätigte der Supreme Court of Pennsylvania das Urteil einstimmig, am 4. Oktober 1999 wies der Oberste Gerichtshof der Vereinigten Staaten einen erneuten Antrag auf Certiorari zurück. Am 13. Oktober 1999 unterzeichnete Gouverneur Ridge einen zweiten Vollstreckungsbefehl und ordnete die Hinrichtung für den 2. Dezember 1999 an. Die Hinrichtung wurde in der Folge ausgesetzt, um Anträge Abu-Jamals zu prüfen.
Im Dezember 2001 hob ein United States District Court in Philadelphia die Todesstrafe gegen Mumia Abu-Jamal auf, da die Möglichkeit bestanden habe, dass bei der Strafzumessung mildernde Umstände nicht ausreichend berücksichtigt worden seien. Gleichzeitig lehnte er den Antrag auf Wiederaufnahme des Verfahrens und die Anhörung aller neuen Beweise für Jamals Unschuld ab. Der Schuldspruch blieb also bestehen, und die Staatsanwaltschaft beantragte sofort die erneute Verhängung der Todesstrafe.
Am Donnerstag, dem 17. Mai 2007, kam es um 9:30 Uhr Ortszeit zu einer mündlichen Anhörung vor dem 3. Bundesberufungsgericht in Philadelphia. Verteidigung und Staatsanwaltschaft waren aufgefordert, sich zu ihren Anträgen befragen zu lassen. Der Verteidigung ging es darum, den im Juli 1982 erfolgten Schuldspruch wegen vorsätzlichen Mordes aufheben zu lassen, weil er wegen der nach ihrer Ansicht rassistischen Verhandlungsführung des damaligen Richters und des Bezirksstaatsanwalts gegen die US-Verfassung und internationale Menschenrechtsgarantien verstoße. Damit sollten zwei weitere Punkte thematisiert werden, die für diese Anhörung Ende 2006 ebenfalls zur Erläuterung durch die Verteidigung vom Gericht zugelassen wurden. Die Staatsanwaltschaft forderte weiterhin die Todesstrafe und hatte zwischenzeitlich beantragt, dass sich das 3. Bundesberufungsgericht für befangen erkläre. Am 10. März 2007 erteilte das Bundesgericht der Staatsanwaltschaft eine scharfe Rüge wegen ihres unsachgemäßen Vorgehens und teilte mit, es werde sich mit dem Antrag inhaltlich nicht befassen.
Am 27. März 2008 bestätigte ein Berufungsgericht in Philadelphia die Aufhebung des Todesurteils gegen Abu-Jamal. Die Verurteilung wegen Mordes an einem Polizisten 1981 wurde allerdings weiterhin aufrechterhalten. Der Antrag des Verurteilten nach einer Neuauflage des Prozesses wurde abgewiesen. Mehrmals, so am 27. Juni 2008, wurde die Wiederaufnahme des Verfahrens beantragt und abgelehnt. 2011 wurde die mögliche erneute Verhängung der Todesstrafe abgelehnt, weitere Revisionen ausgeschlossen und damit die lebenslange Haftstrafe bekräftigt. Im Dezember 2011 wurde er deshalb aus der Todeszelle in das Gefängnis von Frackville verlegt.
Am 30. März 2015 wurde bekannt, dass Abu-Jamal wegen eines diabetischen Schocks vom Gefängnis auf die Intensivstation eines Krankenhauses hatte verlegt werden müssen. Seine Familie und seine Verteidigung waren über die plötzliche und lebensbedrohende Verschlechterung seiner durch die langjährige Haft angegriffenen Gesundheit nicht verständigt worden. Er leidet an Diabetes und einem extremen, häufig blutenden Hautausschlag. Eine angemessene Behandlung wird ihm laut Unterstützern verweigert.
Am 1. August 2015 teilte das medizinische Personal des Gefängnisses mit, dass bei Abu-Jamals Hepatitis-C-Erkrankung, die 2012 festgestellt wurde, eine aktive Viruslast (active viral load) nachgewiesen worden sei. Die Gefängnisleitung lehne aber eine entsprechende Behandlung ab. Erst im Januar 2017 wurde nach Forderungen der Unterstützer vom Bundesrichter Robert Mariani eine einstweilige Verfügung erlassen. Dadurch wurde die Behörde angewiesen, Abu-Jamal „innerhalb von 21 Tagen die unmittelbar wirkenden antiviralen Medikamente“ gegen seine Hepatitis-C-Infektion verabreichen zu lassen. Sechs Wochen nach Beginn der Behandlung teilte Abu-Jamal mit, dass er jetzt frei von Hepatitis C sei. Wegen der verzögerten Behandlung habe er jedoch eine Leberzirrhose.
Am 17. Januar 2018 fand am Stadtgericht in Philadelphia unter Richter Leon Tucker eine Anhörung zu Mumia Abu-Jamals neuestem Berufungsantrag statt. Diese wurde nach kurzer Verhandlung auf den 27. März des gleichen Jahres vertagt. Richter Leon Tucker gab damit dem neuen Bezirksstaatsanwalt Larry Krasner Gelegenheit, alle Akten offenzulegen, die sein Vorgänger rechtswidrig unter Verschluss gehalten hatte. Grund sei die Befangenheit des mittlerweile pensionierten Vorsitzenden des Obersten Gerichtshofs Pennsylvanias, Ronald Castille, der zuvor auch als Staatsanwalt gegen Abu-Jamal ermittelt hatte.
Am 27. Dezember 2018 gab es nach knapp zwei Jahren juristischer Anhörungen eine Entscheidung von Revisionskontrollrichter Tucker zum Antrag von Mumia Abu-Jamal, seinen Revisionsprozess zu wiederholen. Abu-Jamal kann nun eine inhaltliche Prüfung der Umstände vor dem Pennsylvania Supreme Court (PASC) beantragen, die zu seiner ursprünglichen Verurteilung führten. Allerdings hat Bezirksstaatsanwalt Larry Krasner angekündigt, eine Berufung gegen diese Entscheidung zu prüfen. Hierfür hat er 30 Tage Zeit.

## Einfluss auf die Stadtpolitik in Philadelphia
Eine hohe Verbrechens- und Mordrate, insbesondere unter Schwarzen, die gewalttätigen Auseinandersetzungen um MOVE, das langjährige Verfahren um Abu-Jamal und ein aufsehenerregender Brutalitäts- und Korruptionsskandal innerhalb der Polizei aus dem Jahr 1990 führten zu öffentlichen Debatten in Philadelphia. Es ging dabei um eine einseitige Sichtweise der Polizeikräfte gegenüber Afroamerikanern wie auch Klagen über die mangelnde Bereitschaft der schwarzen Gemeinde, insbesondere der Männer, sich an der öffentlichen Sicherheit zu beteiligen.
Am 12. September 2007 rief Polizeichef Sylvester Johnson 10.000 Afroamerikaner Philadelphias auf, demonstrativ entlang der Straßen der Stadt zu patrouillieren, um Verbrechen zu verhindern. Johnson unternahm diese Aktion namens „Call to Action: 10,000 Men, It's a New Day“, um den überproportional hohen Anteil schwarzer Mordopfer zu verringern. Dennis Muhammad als lokaler Vertreter der Nation of Islam und Philadelphias Bürgermeister John F. Street unterstützten das Projekt. Der Aufruf stand auch in Zusammenhang mit der unter anderem beim Fall Abu-Jamal konstatierten Weigerung der schwarzen Gemeinde, mit den Sicherheitsbehörden in Philadelphia zu kooperieren oder dort mitzuarbeiten.

## Politische Arbeit aus der Haft
Während seiner Inhaftierung hat Abu-Jamal seine politische Arbeit intensiviert. Erst die Ereignisse verhalfen dem vormals nebenberuflichen Journalisten zu öffentlichem Gehör. Er schrieb im Todestrakt acht Bücher, darunter Live from Death Row über das Leben im Gefängnis und Ich schreibe, um zu leben, eine Sammlung von Essays und Reflexionen über gesellschaftliches Leben und individuellen Lebenssinn. Darüber hinaus lieferte er bisher mehr als 2000 Kommentare für linke Radiosendungen und eine wöchentliche Kolumne an jedem Samstag in der linken Tageszeitung „junge Welt“, in welcher er zum Tagesgeschehen Stellung nimmt.

## Unterstützer und Gegner

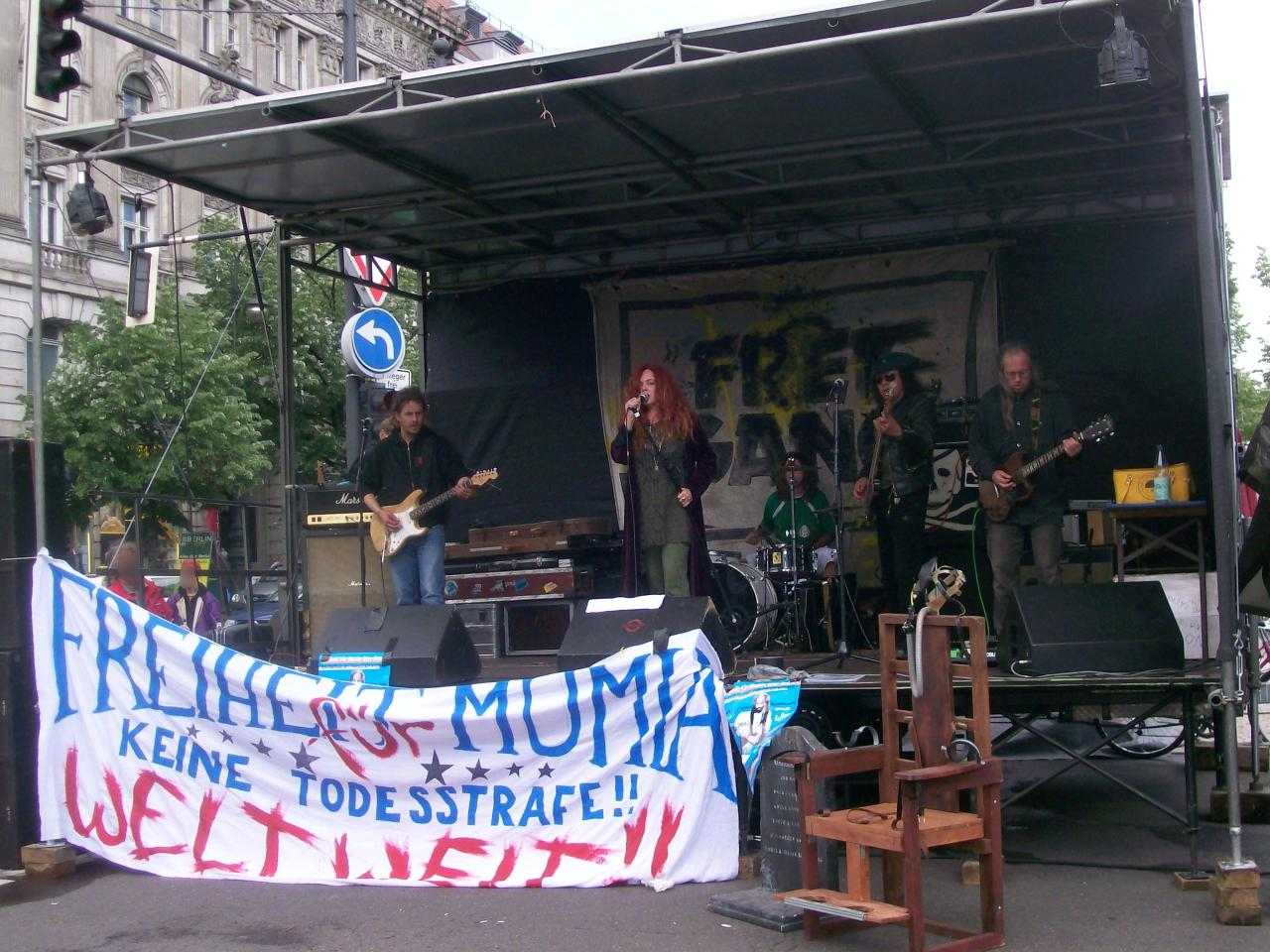
Freygang, eine Band aus der DDR – Untergrundbewegung bei einem Konzert vor der Botschaft der USA in Berlin gegen das Todesurteil des Bürgerrechtlers, 2007

Mumia Abu-Jamal vor der Hinrichtung zu bewahren, wurde zu einem Anliegen der verschiedensten Gruppen innerhalb der Linken in der schwarzen Bürgerrechtsbewegung, der Antiglobalisierungsbewegung und unter Gegnern der Todesstrafe. Die amerikanische Kommunistin Angela Davis bezeichnete Mumia Abu-Jamal 2005 als einen der einflussreichsten intellektuellen Führer der Bewegung gegen die Todesstrafe in den USA und weltweit und forderte seine umgehende Freilassung. Die Politpunkband Anti-Flag setzt sich in dem Lied „Mumia's Song“ für dessen Freilassung ein. Ebenso tat dies die britische Band Chumbawamba mitten in der Aufführung ihres Liedes Tubthumping während ihres Auftritts vor dem Millionenpublikum der Late Show with David Letterman. Die US-amerikanische Crossover-Band Rage Against the Machine widmete Mumia den Song Voice of the Voiceless auf ihrem Album The Battle of Los Angeles. Darin heißt es u. a. True rebel my brother Mumia […] we are at war until you're free. Besonders in der Hip-Hop-Musik spielen viele Songtitel auf Mumia an (bspw. Channel Live feat. KRS-One – Free Mumia). Ebenso enthält eine stattliche Anzahl an Texten „Free Mumia“-Aufrufe (bspw. Looptroop – Long Arm Of The Law).
In Deutschland setzten sich u. a. Volker Ratzmann, Fraktionsvorsitzender von Bündnis 90/Die Grünen, Günter Wallraff (Schriftsteller), Johano Strasser (Präsident des deutschen P.E.N.), Klaus Staeck (Präsident der Akademie der Künste, Berlin) und der Schauspieler Rolf Becker für die Freilassung von Mumia Abu-Jamal ein.
In Deutschland gab es eine Reihe von Beschlüssen und Appellen auf kommunaler Ebene, Abu-Jamals Hinrichtung zu verhindern, so in München, Kaiserslautern, Bremen und Fürth. Verschiedene Appelle richteten sich dabei direkt an Präsident Obama, der in dem Fall kein Gnadenrecht hatte.
Die US-amerikanische Polizeigewerkschaft Fraternal Order of Police (FOP) ist von der Schuld Abu-Jamals überzeugt. Im August 1999 rief die FOP auf ihrem zweijährlich stattfindenden Treffen zu einem Boykott gegen alle Personen und Organisationen auf, die die Freilassung Abu-Jamals forderten. Um dies zu erreichen, wurde auf einer Website eine Liste mit den Namen dieser Personen und Organisationen veröffentlicht. Die Witwe des erschossenen Polizisten, Maureen Faulkner, protestiert regelmäßig bei Veranstaltungen von Unterstützern Abu-Jamals, betrieb eine Kampagne für Abu-Jamals Hinrichtung und hat 2007 zusammen mit dem Journalisten Michael Smerconish ein Buch mit dem Titel „Ermordet durch Mumia“ über den Fall geschrieben.
Das Partisan Defense Committee (PDC) hat zu diesem Buch eine Stellungnahme veröffentlicht.
Zum Verfahren selbst äußerte Human Rights Watch ernsthafte Bedenken, insbesondere die starke Bezugnahme auf Abu-Jamals politische Arbeit während der Strafbemessungsphase (Human Rights Watch äußert sich jedoch nicht zur Schuldfrage). Ähnlich kritisierte Amnesty International USA, ohne über die Schuld Abu-Jamals eine Aussage zu treffen, die Nichteinhaltung minimaler internationaler Standards in Bezug auf faire Verfahren wie auch die angedrohte Todesstrafe.
Dem Time-Autor Steve Lopez zufolge wäre angesichts vielfacher rassistischer Vorfälle in Philadelphia oberflächlich betrachtet ein Fehlurteil nicht auszuschließen gewesen. Er unterstellt gerade deswegen den vielfältigen Unterstützern Abu-Jamals grundlegende Vorurteile und Unwissen. Leonard Weinglass, dem linken Staranwalt Abu-Jamals, sei es zwar gelungen, weltweite Aufmerksamkeit und die Unterstützung von Berühmtheiten wie Paul Newman, Susan Sarandon, Ed Asner und Ossie Davis zu erreichen. Angesichts der Sachlage, der vorhandenen Beweise, Abu-Jamals Verhalten vor Gericht wie auch der jahrzehntelangen Weigerung Abu-Jamals sowie seines Bruders, zur Klärung beizutragen, nutze die Herausstellung des Falls Abu-Jamal aber eher den Befürwortern der Todesstrafe und sei völlig ungeeignet, den vorhandenen Ungerechtigkeiten in der amerikanischen Justiz abzuhelfen. Marc Cooper beschrieb die Rolle „Mumias“ in der Zeitschrift Mother Jones als „eher hinderlich“ für die Kampagne gegen die Todesstrafe in den Vereinigten Staaten. Andere Kritiker haben die „Maximalforderung“ nach einem Freispruch Abu-Jamals für weder durchsetzbar noch angemessen gehalten. Abu Jamal hätte demnach bei einem bedingten Schuldeingeständnis vermutlich die Todesstrafe vermeiden können.
Eine Petition an Präsident Barack Obama Mumia Abu-Jamal und die weltweite Abschaffung der Todesstrafe mit der Aufforderung an Obama, sich gegen die Todesstrafe auszusprechen, wurde bis Ende Juli 2010 von über 23.000 Menschen unterschrieben, darunter waren drei Nobelpreisträger (Desmond Tutu, Günter Grass und Elfriede Jelinek) und unter anderem die European Association of Lawyers for Democracy & World Human Rights sowie Reporter ohne Grenzen. Erstunterzeichnerin war Danielle Mitterrand. Obama gilt als Anhänger der Todesstrafe und hatte sich bereits im Präsidentschaftswahlkampf 2008 geweigert, das Thema Abu-Jamal zu erwähnen.
Das Europaparlament hat am 7. Oktober 2010 mit großer Mehrheit einen Entschließungsantrag gegen die Todesstrafe angenommen. Darin wird die EU ausdrücklich aufgefordert, sich u. a. auch für das Leben von Mumia Abu-Jamal einzusetzen. Am 15. Dezember 2010 wurde eine von den Europaabgeordneten Sabine Lösing (GUE/NGL) und Barbara Lochbihler (Grüne/EFA) initiierte schriftliche Erklärung „Zur Abschaffung der Todesstrafe und zu dem Fall Mumia Abu-Jamal“ mit 171 Unterschriften von Brüsseler Parlamentariern an Vertreter der US-Botschaft in Brüssel übergeben.
Seit April 2011 unterstützt die NAACP offiziell die Verteidigung von Mumia Abu-Jamal.
Auf der Jahrestagung der Schriftstellervereinigung P.E.N.-Zentrum Deutschland am 12. Mai 2012 wurde beschlossen, Mumia Abu-Jamal, obwohl er nicht mehr von der Todesstrafe bedroht ist, auf die Liste der verfolgten Autoren und Journalisten des PEN International zu setzen, da seine schriftstellerische Arbeit unter den neuen Haftbedingungen noch mehr zu leiden habe als zuvor.
Die Delegiertenversammlung der PEN International nahm auf ihrem 80. Weltkongress 2014 folgenden Kernsatz in ihrer Resolution auf: „PEN International ist […] besorgt darüber, dass Mumia Abu-Jamal unter Bedingungen verurteilt wurde, die sein Recht auf einen fairen Prozess verletzten. Wir sind auch der Ansicht, dass eine lebenslange Haftstrafe ohne Bewährung und ohne die Möglichkeit der Revision der Folter oder einer anderen Misshandlung gleichkommt, und rufen die zuständigen Behörden […] auf, mit den notwendigen rechtlichen Schritten sicherzustellen, dass Mumia Abu-Jamal unverzüglich die Möglichkeit erhält, sowohl seine Verurteilung wegen Mordes als auch seine lebenslange Haftstrafe ohne Bewährung zu überprüfen.“
Abu-Jamal erhielt in der Vergangenheit auch Unterstützung durch diverse Gewerkschaften wie ver.di und die US-amerikanischen ILWU.

## Auszeichnungen
- 2001 erhielt Abu-Jamal den Erich-Mühsam-Preis der Erich-Mühsam-Gesellschaft für „Personen und Gruppen, die sich mit Zivilcourage und Idealismus für soziale Gerechtigkeit und verfolgte Minderheiten einsetzen“.[66]
- Im Oktober 2002 wurde Mumia Abu-Jamal die Ehrenmitgliedschaft der „Vereinigung der Verfolgten des Naziregimes – Bund der Antifaschistinnen und Antifaschisten“ (VVN-BdA) verliehen.[67]
- Im Oktober 2003 wurde Mumia Abu-Jamal zum Ehrenbürger von Paris ernannt. Der Bürgermeister Bertrand Delanoë erklärte in einer Pressemitteilung, dass die Auszeichnung als Erinnerung an den Kampf gegen die Todesstrafe gedacht sei, die in Frankreich 1981 abgeschafft wurde. Am 29. April 2006 wurde Abu-Jamal ebenfalls zum Ehrenbürger von Saint Denis, einer Vorstadt von Paris, ernannt. Weiterhin wurde eine neu gebaute Straße, die rue Mumia Abu-Jamal im Stadtviertel Cristino Garcia, nach ihm benannt. Gegen die Straßenumbenennung wurden in beiden Häusern des amerikanischen Kongresses Resolutionen Abgeordneter Philadelphias (Mike Fitzpatrick und Senator Rick Santorum) eingebracht und verabschiedet.[68] Anlässlich des 25. Jahrestages der Tat 2006 wurden in Frankreich seitens eines Ortsverbands der Republikaner Philadelphias Strafanzeigen gegen die Stadtverwaltungen von St. Denis und Paris gestellt.[69] Die Ehrungen für Abu-Jamal führten zu Belastungen für die amerikanisch-französischen Beziehungen.[70]
- Die Stadt Bobigny weihte im Oktober 2012 die Rue Mumia Abu-Jamal ein; die Bürgermeisterin Catherine Peyge sagte dabei, dass dies ein weiterer Schritt sei, sich für Respekt und Gerechtigkeit für ihn und andere einzusetzen.[71] Bereits 1999 war er zum Ehrenbürger der Stadt ernannt worden. Delegierte der „Free Mumia“-Bewegung aus den USA, aus Martinique und Chile nahmen an der Zeremonie teil. Myriam Malsa, eine Aktivistin von der Insel Martinique, teilte mit, dass die dortige Stadt Sainte-Anne ihn im Jahr 2000 zum Ehrenbürger ernannt hat.
- 2008 nahm ihn die internationale Schriftstellervereinigung P.E.N. als Mitglied auf.
- Am 4. Juli 2010 erhielt er den „Preis für Solidarität und Menschenwürde“ des Bündnisses für Soziale Gerechtigkeit und Menschenwürde e. V. (BüSGM).[72]

## Schriften (Auswahl)
- Redaktionskollektiv: Black Power. Interviews mit (Ex-) Gefangenen aus dem militanten Schwarzen Widerstand in den USA. Zur Geschichte der Black Panther Party und der Black Liberation Army. ID-Verlag, Berlin 1993, ISBN 3-89408-031-0 (darin Gespräch mit Mumia Abu-Jamal) Volltexte
- Ich schreibe um zu leben. Atlantik, Bremen 1997, ISBN 3-926529-20-2.
- … aus der Todeszelle. 3., akt. Auflage. Atlantik, Bremen 2000, ISBN 3-926529-19-9.
- Das Imperium kennt kein Gesetz. Atlantik, Bremen 2002, ISBN 3-926529-59-8.
- We want freedom – Ein Leben in der Black Panther Party, Unrast, Münster 2012, ISBN 978-3-89771-044-3.
- Jailhouse Lawyers – Knastanwälte. Strafgefangene im Kampf gegen die Vereinigten Staaten von Amerika. Unrast, Münster 2013, ISBN 978-3-89771-046-7.
- Have Black Lives Ever Mattered? City Lights Bookstore, 2017, ISBN 978-0-87286-738-3.
- Texte aus dem Todestrakt. Essays eines politischen Gefangenen in den USA, herausgegeben von Michael Schiffmann & Stéphane Francin, Westend, Frankfurt 2023, ISBN 978-3-86489-380-3.
- Herausgeber gemeinsam mit Jennifer Black: Beneath the Mountain: An Anti-Prison Reader, City Lights Books 2024.

## Film
- Hinter diesen Mauern, deutscher Dokumentarfilm von Jule Buerjes und Heike Kleffner von 1996 (70 Minuten).[73]
- Der britische Filmemacher Will Francome drehte unter der Regie von Marc Evans und Colin Firth als ausführender Produzent einen Dokumentarfilm über Mumia Abu-Jamal und die Solidaritätsbewegung für seine Freilassung mit dem Titel „In prison my whole life“, der auch auf der Berlinale 2008 gezeigt wurde.[74]
- MUMIA – Long Distance Revolutionary von Stephen Vittoria[75]
- All Power to the People: The Black Panther Party and Beyond, Dokumentarfilm von Lee Lew-Lee von 1996, in dem Mumia Abu-Jamal interviewt wird.